# Polly Drouin
Pour les articles homonymes, voir Drouin.
Polly Drouin (né le 16 janvier 1916 à Verdun, dans la province de Québec, au Canada – mort le 1er janvier 1968) est un joueur professionnel canadien de hockey sur glace qui évoluait au poste d'ailier gauche.

## Biographie
Propriété des Eagles de Saint-Louis avec lesquels il ne dispute aucun match, Polly Drouin est choisi par les Canadiens de Montréal lors du repêchage de dispersion qui suit la disparition de son équipe en 1935. Attaquant évoluant au poste d'ailier gauche, il dispute 160 matchs avec les Canadiens entre 1935 et 1941 et marque 23 buts et 73 points. Le 9 octobre 1941, il est vendu aux Lions de Washington dans la Ligue américaine de hockey. Il participe pendant deux ans à la Seconde Guerre mondiale puis termine sa carrière dans les ligues amateurs senior et prend sa retraite en 1947. Il meurt en 1968 à l'âge de 51 ans.

## Statistiques
| Saison     | Équipe                  | Ligue      |     | Saison régulière | Saison régulière | Saison régulière | Saison régulière | Saison régulière |   | Séries éliminatoires | Séries éliminatoires | Séries éliminatoires | Séries éliminatoires | Séries éliminatoires |
| Saison     | Équipe                  | Ligue      | PJ  | B                | A                | Pts              | Pun              | PJ               | B | A                    | Pts                  | Pun                  |                      |                      |
| 1931-1932  | Primrose d'Ottawa       | OCJHL      | 15  | 6                | 3                | 9                | 8                | 4                | 0 | 1                    | 1                    | 0                    |                      |                      |
| 1932-1933  | Primrose d'Ottawa       | OCJHL      | 13  | 5                | 3                | 8                | 6                | 4                | 2 | 1                    | 3                    | 6                    |                      |                      |
| 1933-1934  | Juniors de Hull Lasalle | OCJHL      | 16  | 20               | 18               | 38               | 47               | 4                | 4 | 3                    | 7                    | 4                    |                      |                      |
| 1933-1934  | Seniors de Hull Lasalle | OCHL       | 1   | 0                | 0                | 0                | 0                |                  |   |                      |                      |                      |                      |                      |
| 1934-1935  | Canadiens de Montréal   | LNH        | 4   | 0                | 0                | 0                | 0                |                  |   |                      |                      |                      |                      |                      |
| 1934-1935  | Sénateurs d'Ottawa      | OCHL       | 20  | 10               | 7                | 17               | 8                | 8                | 2 | 0                    | 2                    | 20                   |                      |                      |
| 1935-1936  | Canadiens de Montréal   | LNH        | 30  | 1                | 8                | 9                | 19               |                  |   |                      |                      |                      |                      |                      |
| 1935-1936  | Sénateurs d'Ottawa      | OCHL       | 12  | 7                | 7                | 14               | 12               |                  |   |                      |                      |                      |                      |                      |
| 1936-1937  | Canadiens de Montréal   | LNH        | 4   | 0                | 0                | 0                | 0                |                  |   |                      |                      |                      |                      |                      |
| 1936-1937  | Eagles de New Haven     | IAHL       | 27  | 10               | 13               | 23               | 33               |                  |   |                      |                      |                      |                      |                      |
| 1937-1938  | Canadiens de Montréal   | LNH        | 31  | 7                | 13               | 20               | 8                | 1                | 0 | 0                    | 0                    | 0                    |                      |                      |
| 1938-1939  | Canadiens de Montréal   | LNH        | 28  | 7                | 11               | 18               | 2                | 3                | 0 | 1                    | 1                    | 5                    |                      |                      |
| 1939-1940  | Canadiens de Montréal   | LNH        | 42  | 4                | 11               | 15               | 51               |                  |   |                      |                      |                      |                      |                      |
| 1939-1940  | Eagles de New Haven     | IAHL       | 7   | 1                | 6                | 7                | 0                |                  |   |                      |                      |                      |                      |                      |
| 1940-1941  | Canadiens de Montréal   | LNH        | 21  | 4                | 7                | 11               | 0                | 1                | 0 | 0                    | 0                    | 0                    |                      |                      |
| 1940-1941  | Eagles de New Haven     | LAH        | 19  | 8                | 4                | 12               | 8                | 2                | 0 | 1                    | 1                    | 0                    |                      |                      |
| 1941-1942  | Lions de Washington     | LAH        | 56  | 23               | 21               | 44               | 31               | 2                | 0 | 2                    | 2                    | 0                    |                      |                      |
| 1942-1943  | Commandos d'Ottawa      | LHSQ       | 29  | 22               | 14               | 36               | 31               |                  |   |                      |                      |                      |                      |                      |
| 1942-1943  | Ottawa RCAF Flyers      | LHSQ       | 11  | 10               | 19               | 29               | 6                |                  |   |                      |                      |                      |                      |                      |
| 1945-1946  | Volants de Hull         | LHSQ       | 13  | 8                | 13               | 21               | 10               |                  |   |                      |                      |                      |                      |                      |
| 1945-1946  | Ottawa Quarter-Masters  | OCHL       |     |                  |                  |                  |                  | 4                | 6 | 14                   | 20                   |                      |                      |                      |
| 1946-1947  | St-Hyacinthe Gaulois    | QPHL       | 40  | 24               | 30               | 54               | 20               | 4                | 1 | 0                    | 1                    | 0                    |                      |                      |
| Totaux LNH | Totaux LNH              | Totaux LNH | 160 | 23               | 50               | 73               | 80               | 5                | 0 | 1                    | 1                    | 5                    |                      |                      |